# Farabert van Luik
Farabert van Luik (gestorven 26 augustus 953) was bisschop van Luik van 947 tot 953. 
Van oorsprong was hij Lotharinger. Hij was abt van de abdijen van Lobbes (947-953) en Prüm (925-946). 
Volgens sommige bronnen verdeelde hij de stad Luik in parochies. Andere bronnen zeggen daarentegen dat Notger dit pas in 1008 deed. 
Hij was in 948 aanwezig op de kerkvergadering van Ingelheim. Zijn naam staat op de vierentwintigste plaats onder de ondertekenaars van de slotverklaring na die van de bisschop van Kamerijk. 